# روت ماریا کوبیچک
روت ماریا کوبیچک (آلمانی: Ruth Maria Kubitschek؛ زادهٔ ۲ اوت ۱۹۳۱ – درگذشتهٔ ۱ ژوئن ۲۰۲۴) هنرپیشه اهل آلمان بود.
از فیلم‌هایی که وی در آن‌ها نقش داشته‌است، می‌توان به مادام و خواهرزاده‌اش اشاره نمود.